# Orion (satélite)

Orion 3

Orion foi uma série de satélites de telecomunicações geoestacionários que eram operados pela Orion Network Systems, agora parte da Telesat.

## Satélites
| Satélite | Fabricante          | Data do lançamento     | Veículo de lançamento | Estado              | Nota                            |
| -------- | ------------------- | ---------------------- | --------------------- | ------------------- | ------------------------------- |
| Orion 1  | Matra Marconi       | 29 de novembro de 1994 | Atlas IIA             | Inativo             | Também conhecido por Telstar 11 |
| Orion 2  | Space Systems/Loral | 19 de outubro de 1999  | Ariane-44LP H10-3     | Ativo               | Também conhecido por Telstar 12 |
| Orion 3  | Hughes              | 05 de maio de 1999     | Delta-8930            | Falha do lançamento | [ 3 ]                           |